# Гипсизигус
Гипси́зигус (лат. Hypsizygus) — род грибов семейства Лиофилловые (Lyophyllaceae).

## Описание
- Шляпка негигрофанная, выпуклой формы, гладкая, с возрастом у некоторых видов растрескивающаяся, с тупым краем, окрашена в кремовые, сероватые или буроватые тона. Гименофор пластинчатый, приросший к ножке, светлый.
- Мякоть плотная, мясистая, светлая.
- Ножка центральная или эксцентрическая, выраженная.

Споры бесцветные, неамилоидные, цианофильные, эллиптической или шаровидной формы. Базидии четырёхспоровые, с пряжками, булавовидной формы. Цистиды отсутствуют. Гифальная система мономитеская. Гифы с пряжками.

### Экология и распространение
Гипсизигусы вызывают белую гниль различных лиственных пород деревьев.
В центральной России известен один вид — Гипсизигус ильмовый.

## Таксономия
По данным исследований Монкальво и соавторов 2003 года, представители родов Hypsizygus близки к Ossicaulis и образуют небольшую группу грибов, отличную от других видов семейства Lyophyllaceae.

### Виды
- Hypsizygus ligustri Raithelh., 1974
- Hypsizygus marmoreus (Peck) H.E. Bigelow, 1976
- Hypsizygus tessulatus (Bull.) Singer, 1947 — Гипсизигус шахматный
- Hypsizygus ulmarius (Bull.) Redhead, 1984 — Гипсизигус ильмовый